# Сигюргейр Сигюрдссон
Сигюргейр Сигюрдссон (исл. Sigurgeir Sigurðsson; 3 августа 1890, Эйрарбакки — 13 октября 1953, Рейкьявик) — исландский прелат, епископ Исландии с 1939 по 1954 год. Отец одиннадцатого епископа Исландии Пьетюра Сигюргейрссона и двоюродный брат девятого епископа Исландии Аусмюндюра Гвюдмюндссона.

## Биография
Сигюргейр Сигюрдссон родился 3 августа 1890 года в Эйрарбакки в семье церковного органиста Сигюрдюра Эйрикссона (исл. Sigurður Eiríksson), который был также Рыцарем-командором храма в ордене Тамплиеров, и Сванхильдюр Сигюрдардоуттир (исл. Svanhildur Sigurðardóttir), домохозяйки.
Изучал богословие на богословском факультете Исландского университета и окончил его в феврале 1917 года со степенью магистра богословия. Был рукоположен епископом Йоуном Хельгасоном в священники 7 октября 1917 года и служил помощником приходского священника Магнуса Йоунссона в Исафьордюре с 1917 по 1918 год. В 1918 году стал приходским священником в Исафьордюре. В 1928 году Сигюргейр отправился учиться в Данию и Германию. Зимой 1937 и 1938 годов он учился в Лондоне, Кембридже и Оксфорде.
В 1963 году был рукоположен в титулярного епископа Хоулара и назначен вспомогательным епископом при епископе Исландии. Летом 1939 года он был избран епископом Исландии и рукоположен в епископы 25 июня 1939 года. Умер Сигюргейр 13 октября 1953 года, а 30 января 1954 года новым епископом Исландии был выбран его двоюродный брат Аусмюндюр Гвюдмюндссон.
Сигюргейр был в браке с Гвюдрун Пьетюрсдоуттир из Сельтьяднарнеса (исл. Sigurður Eiríksson) с 17 ноября 1917 года и имел четырёх детей, одним из которых был Пьетюра Сигюргейрссона, епископ Исландии с 1981 по 1989 год.